# Cràter lunar

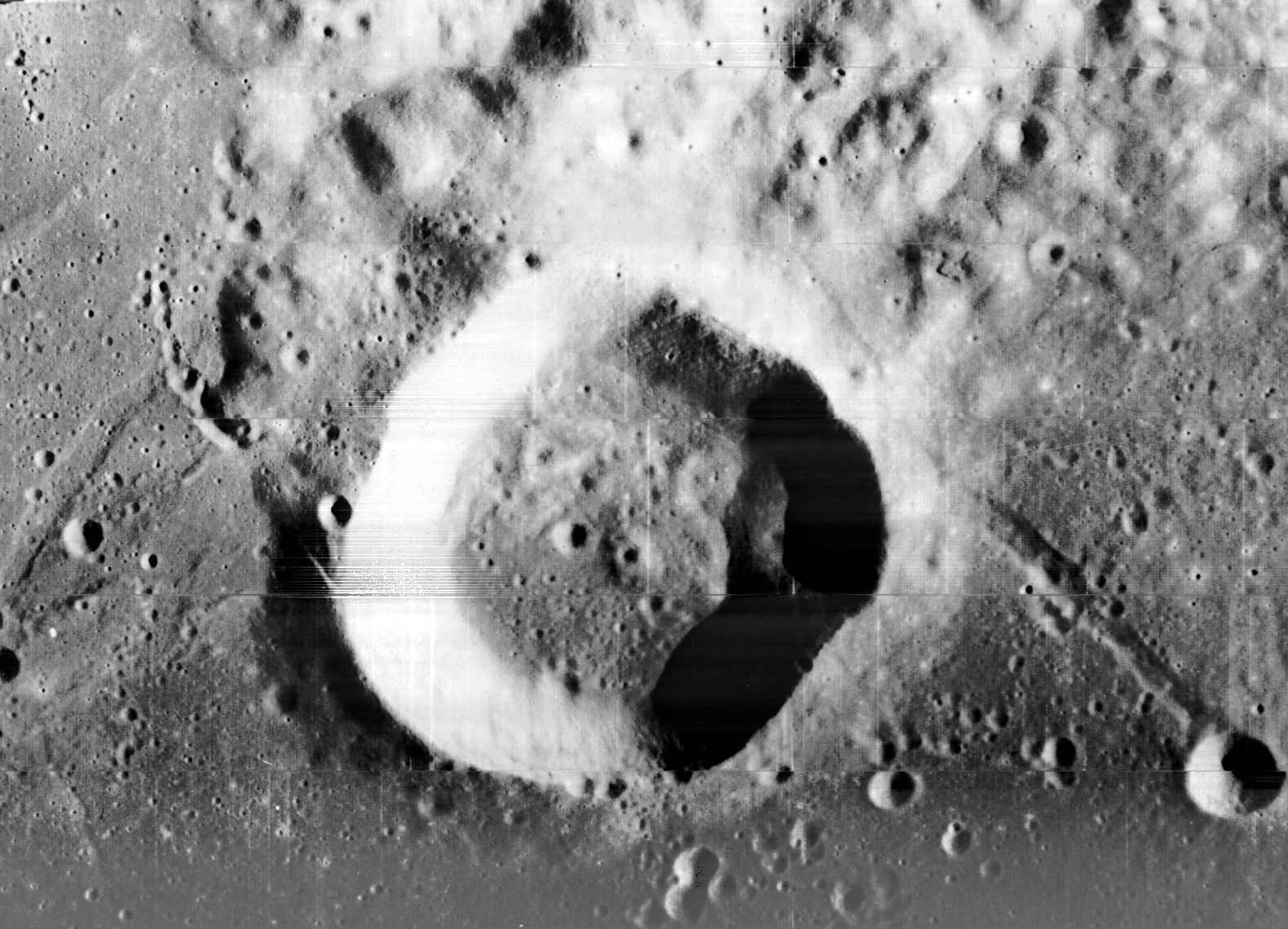
Cràter Webb, vist des del Lunar Orbiter 1. Es poden veure diversos cràters petits a la rodalia del cràter Webb.

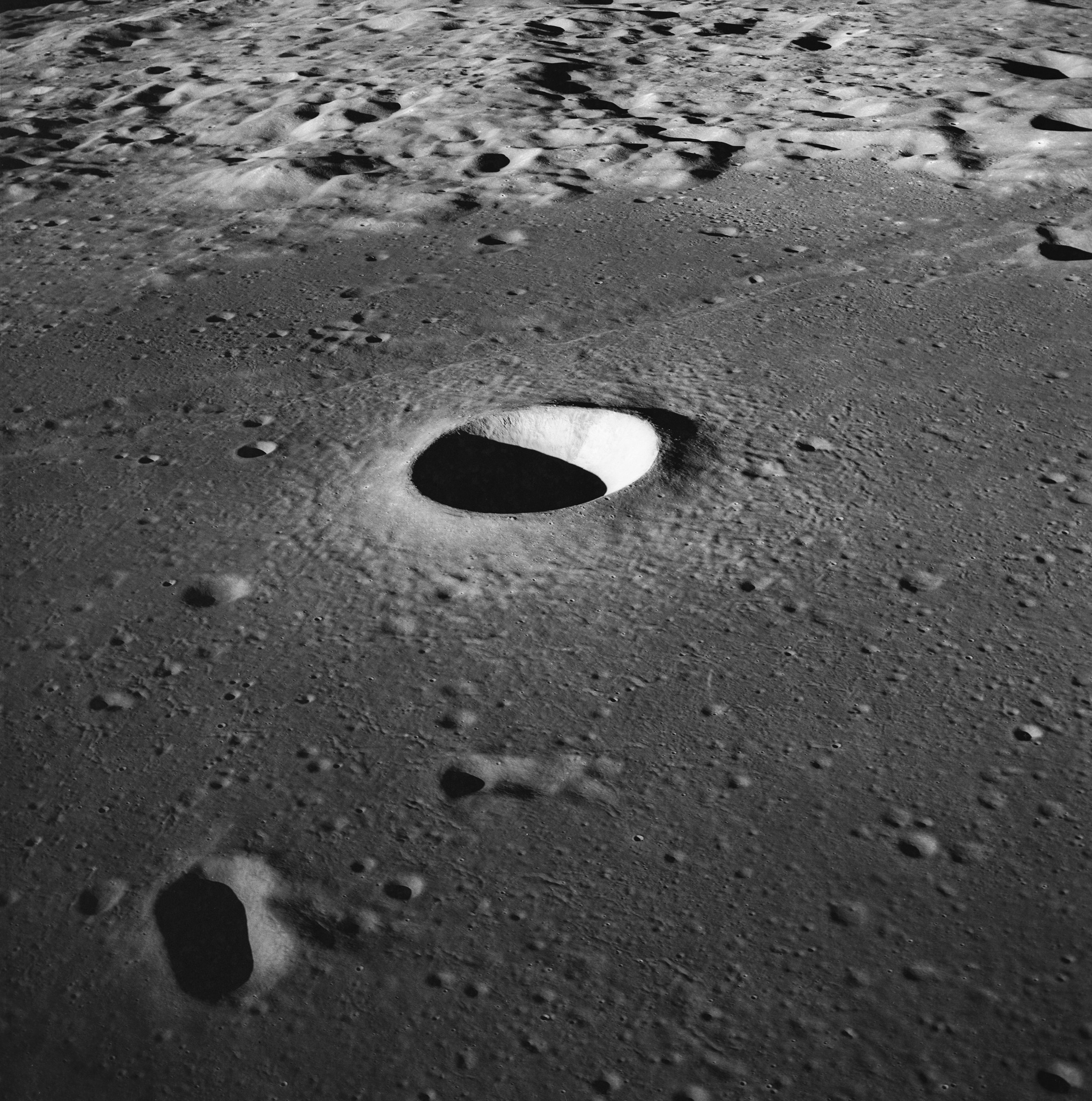
Vista lateral del cràter Moltke des de l'Apollo 11.

Els cràters lunars són cràters d'impacte a la Lluna de la Terra, tot i que també n'hi ha d'origen volcànic, com el cas del cràter Hyginus. La superfície de la Lluna té molts cràters, gairebé tots formats per impactes. La Unió Astronòmica Internacional reconeix actualment 9.137 cràters, dels quals 1.675 han estat datats.

## Història
La paraula cràter va ser adoptat per Galileo Galilei de la paraula grega que significa vas - (Κρατήρ és un vas grec utilitzat per barrejar el vi i l'aigua). Galileu va construir el seu primer telescopi el 1609 i el va fer apuntar cap a la Lluna per primera vegada el 30 de novembre d'aquest any. Va descobrir que, contràriament a l'opinió general en aquell moment, la Lluna no era una esfera perfecta, sinó que tenia tant muntanyes com depressions en forma de copa, l'última de les quals va donar el nom cràters.
L'opinió científica pel que fa a l'origen dels cràters, va avançar durant els segles següents. Les teories competidores van ser (a) forats produïts per erupcions volcàniques a la Lluna, (b) impacte meteòric, (c) una teoria coneguda com la Welteislehre desenvolupada a Alemanya entre les dues guerres mundials que suggeria l'acció glacial creant els cràters.

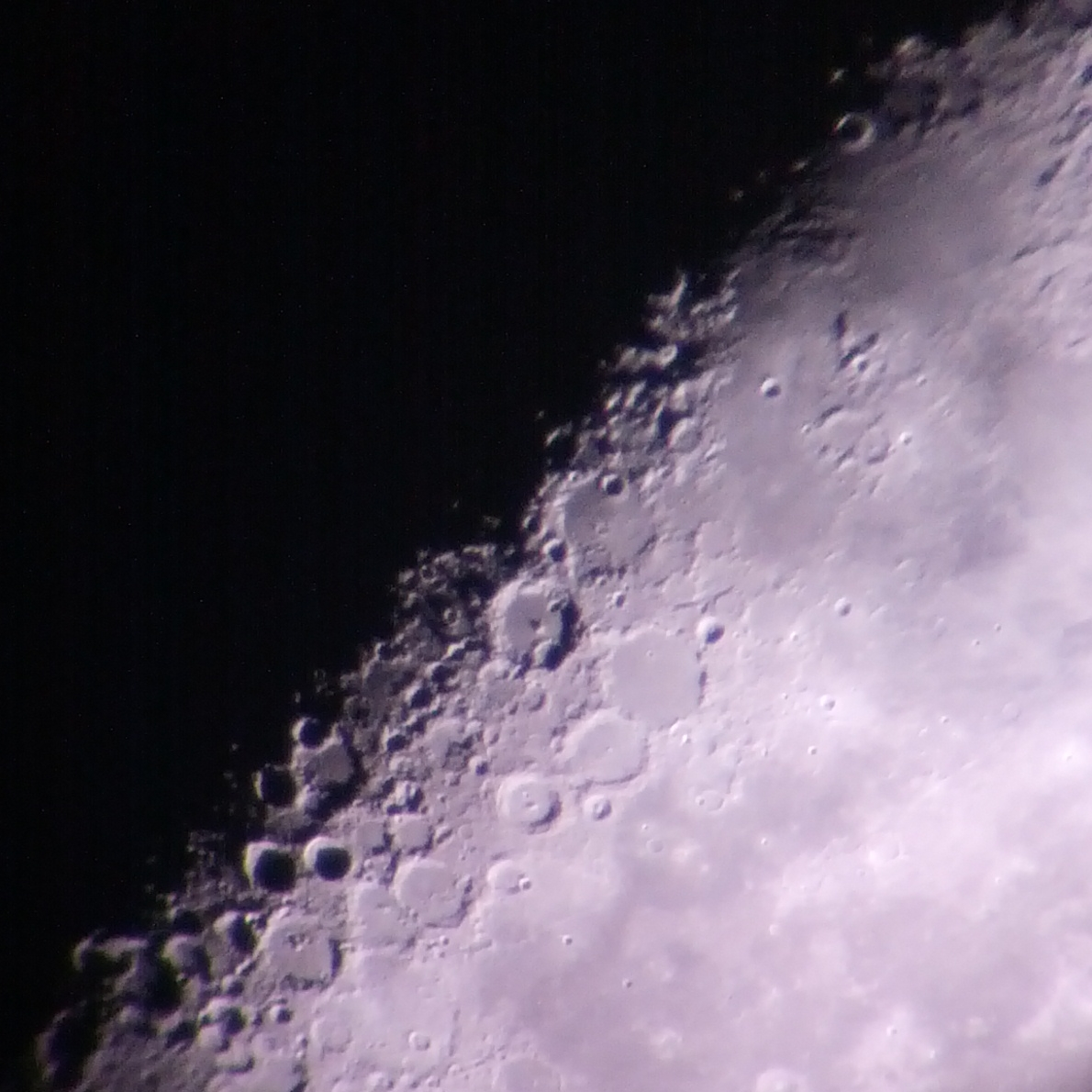
Cràters lunars capturats a través del telescopi del pati del darrere d'un astrònom aficionat, parcialment il·luminat pel sol en una lluna creixentament escassa.

Evidències recollides durant el programa Apollo i des de naus espacials no tripulades del mateix període, es va demostrar de manera concloent que l'impacte meteòric, o l'impacte d'asteroides per als cràters més grans, va ser l'origen de gairebé tots els cràters lunars, i per implicació, la majoria dels cràters d'altres cossos també.
A través del programa de control d'impactes lunars de la NASA s'estudia la formació de nous cràters. La major creació registrada va ser causada per un impacte registrat el 17 de març de 2013. Visible a simple vista, es considera que l'impacte va ser d'aproximadament un meteoroide de 40 kg que va colpejar la superfície a una velocitat de 90.000 km/h.

## Característiques
A causa de la manca d'aigua, atmosfera i plaques tectòniques, hi ha poca erosió i es troben cràters que superen els dos mil milions d'anys d'edat. L'edat dels grans cràters està determinada pel nombre de cràters més petits continguts en ell, els cràters més antics generalment s'acumulen cràters més petits.

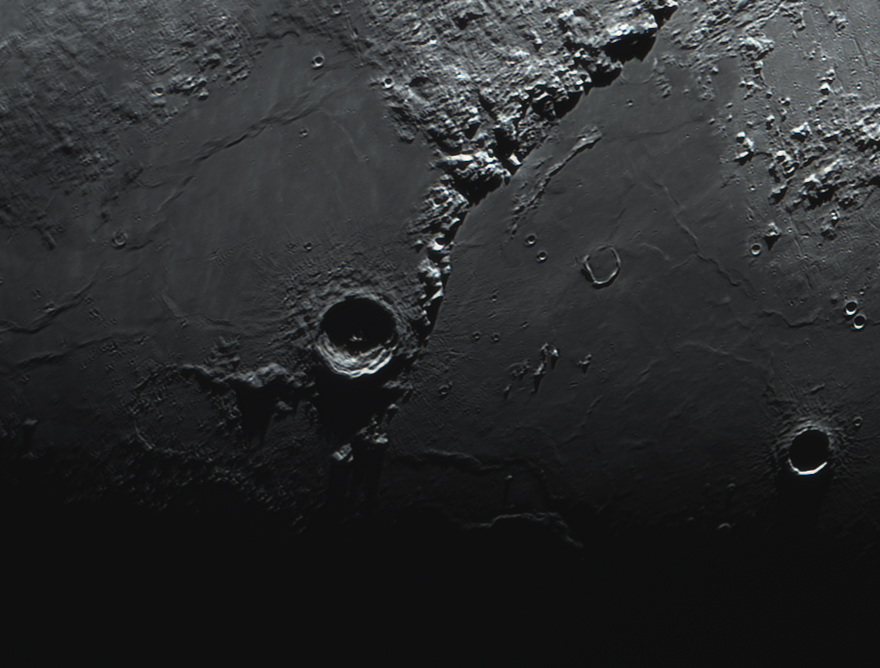
El cràter lunar Eratosthenes (centre esquerra) tal com va fotografiar l'astrònom aficionat Joel Frohlich des de la Terra amb un telescopi Schmidt-Cassegrain de 8 polzades.

Els cràters més petits trobats han estat de mida microscòpica, trobats a les roques retornades a la Terra des de la Lluna. El cràter més gran anomenat així té uns 290 km de diàmetre, situat a prop del pol sud lunar. No obstant això, es creu que molts dels mars lunars es van formar per impactes gegants, i la depressió resultant es va omplir per l'augment de lava.
Els cràters solen tenir algunes o totes les característiques següents:
- una zona circumdant amb materials esquitxats del terra quan es va formar el cràter; normalment és més clar en ombra que els materials antics a causa de l'exposició a la radiació solar durant un temps menor
- bord aixecat, format per materials expulsats però aterrant molt a prop
- paret del cràter, la part del cràter amb pendent descendent
- terra del cràter, una zona més o menys llisa i plana, que a mesura que envelleix acumula petits cràters propis
- pic central, es troba només en alguns cràters amb un diàmetre superior als 26 km; aquest és generalment un efecte esquitxat causat per l'energia cinètica de l'objecte impactant que es converteix en calor i es fon part del material lunar.

## Estadístiques
Hi ha almenys 1,3 milions de cràters de més d'1 km de diàmetre; d'aquests, 83.000 superen els 5 km de diàmetre, i 6.972 superen els 20 km de diàmetre.

## Categorització del cràter lunar
El 1978, Chuck Wood i Leif Andersson del Laboratori Lunar i Planetari van idear un sistema de categorització dels cràters d'impacte lunar.
Van utilitzar una mostra de cràters relativament no modificats pels impactes posteriors, i després van agrupar els resultats en cinc grans categories. Aquests van representar amb èxit al voltant del 99% de tots els cràters d'impacte lunar.
Els tipus de cràters LPC eren els següents:
- ALC — petits cràters en forma de copa amb un diàmetre d'aproximadament 10 km o menys, i sense planta central. L'arquetip d'aquesta categoria és Albategnius C.
- BIO — semblant a un ALC, però amb pisos petits i plans. El diàmetre típic és d'uns 15 km. L'arquetip del cràter lunar és Biot.
- SOS — el pis interior és ample i pla, sense cim central. Les parets interiors no són terrasses. El diàmetre és normalment entre 15 i 25 km. L'arquetip és Sosigenes.
- TRI — aquests cràters complexos són prou grans perquè les seves parets interiors s'hagin enfonsat a terra. Poden variar de mida entre 15 i 50 km de diàmetre. El cràter arquetip és Triesnecker.
- TYC — són més grans de 50 km, amb parets interiors adossades i pisos relativament plans. Sovint tenen grans formacions de pic central. Tycho és l'arquetip d'aquesta classe.

Més enllà d'un parell de centenars de quilòmetres de diàmetre, el cim central de la classe TYC desapareix i es classifiquen com a conques. Els cràters grans, de mida similars als mars, però sense (o amb una petita quantitat de) farciment de lava fosca, de vegades s'anomenen talassoides.
A partir del 2009, Nadine G. Barlow de la Northern Arizona University, els Estats Units van començar a convertir la base de dades de cràters d'impacte lunar Wood and Andersson en format digital. Barlow també està creant una nova base de dades de cràters d'impacte lunar similar a la de Wood i Andersson, tret que la seva inclourà tots els cràters d'impacte de més o iguals a cinc quilòmetres de diàmetre i es basa en les imatges de la nau espacial Clementine a la superfície lunar.
El projecte Moon Zoo dins del programa Zooniverse tenia com a objectiu utilitzar científics ciutadans per mapejar la mida i la forma de tants cràters com sigui possible utilitzant dades del Lunar Reconnaissance Orbiter de la NASA. No obstant això, des de llavors s'ha retirat.

## Noms
Els cràters constitueixen el 95% de totes les característiques lunars amb nom. Normalment reben el nom de científics i altres exploradors morts. Aquesta tradició prové de Giovanni Battista Riccioli, que la va iniciar el 1651. Des de 1919, l'assignació d'aquests noms està regulada per la Unió Astronòmica Internacional.
Els petits cràters d'especial interès (per exemple, visitats per missions lunars) reben noms humans (Robert, José, Louise, etc.). Un dels cràters lunars més grans, Apol·lo, rep el nom de les missions Apollo. Molts cràters més petits dins i prop seu porten els noms dels astronautes nord-americans morts, i molts cràters dins i prop de Mare Moscoviense porten els noms dels cosmonautes soviètics morts. A més d'això, l'any 1970 dotze cràters van rebre el nom de dotze astronautes vius (6 soviètics i 6 nord-americans).
La majoria dels cràters lunars amb nom són "cràters satèl·lit": els seus noms consisteixen en el nom d'un cràter amb nom proper i una lletra majúscula (per exemple, Copernicus A, Copernicus B, Copernicus C i axí successivament).
Les catenes de cràters lunars solen rebre el nom d'un cràter proper. Els seus noms llatins contenen la paraula Catena ("cadena"). Per exemple, Catena Davy està situat a prop del cràter Davy.

## Ubicacions dels grans cràters
El marcador vermell d'aquestes imatges il·lustra la ubicació de la característica del cràter anomenada al costat proper de la Lluna.

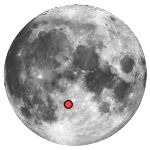
Albategnius
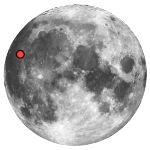
Aristarc
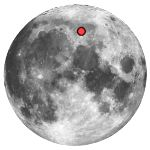
Aristòtil
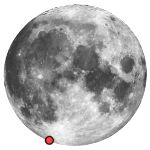
Bailly
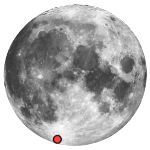
Clavius
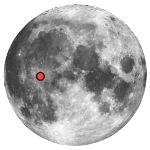
Copernicus
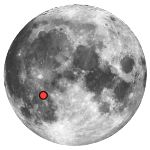
Fra Mauro
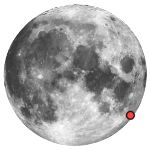
Humboldt
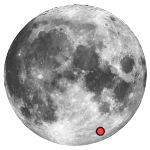
Janssen
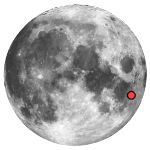
Langrenus
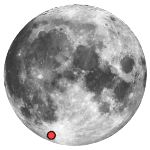
Longomontanus
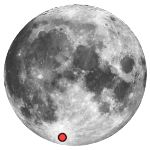
Maginus
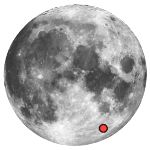
Metius
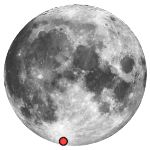
Moretus
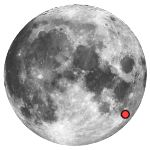
Petavius
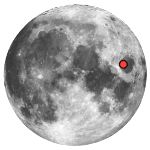
Picard
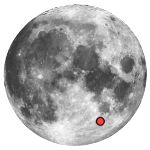
Piccolomini
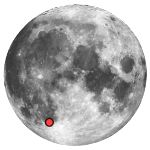
Pitatus
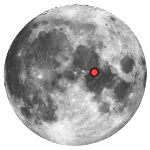
Plini
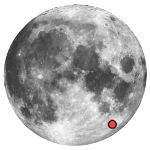
Rheita
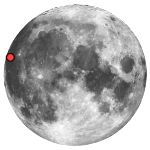
Russell
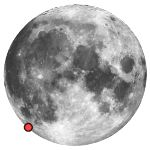
Schickard
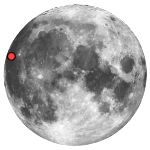
Seleucus
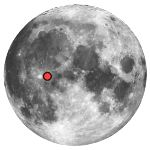
Stadius
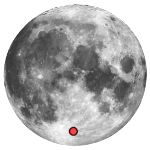
Stöfler
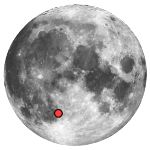
Thebit
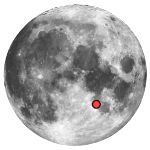
Teòfil
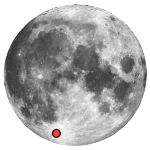
Tycho
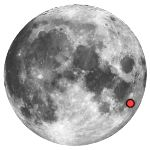
Vendelinus
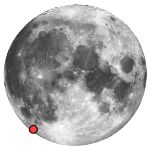
Wargentin